# Sorok pervyj
Sorok pervyj (Сорок первый) è un film del 1927 diretto da Jakov Aleksandrovič Protazanov.